# Счастливо разведённые
Счастливо разведённые (англ. Happily Divorced) — американский ситком, созданный Фрэн Дрешер и Питером Марком Джейкобсоном, с Фрэн Дрешер в главной роли Фрэн, стартовавший на телеканале TV Land с 15 июня 2011 года. 20 июля 2011 года шоу было продлено на второй сезон из 12 эпизодов, премьера которого состоялась 7 марта 2012 года. 23 августа 2013 года канал закрыл шоу после двух сезонов.

## Сюжет
Дрешер играет флориста из Лос-Анджелеса по имени Фрэн, которая узнает что её муж, с которым они в браке 18 лет, является геем. Ей предстоит заново начать жизнь, однако её бывший все ещё живёт в их общем доме.

## В ролях
- Фрэн Дрешер — Фран Ловетт, флорист
- Джон Майкл Хиггинс — Питер Ловетт, риэлтор
- Тичина Арнольд — Джудит «Джуди» Манн, лучшая подруга Фрэн
- Валенте Родригес — Цезэр, работает на Фрэн
- Рита Морено — Дори, мать Фрэн
- Роберт Уолден — Гленн, отец Фрэн

## Разработка и производство
Happily Divorced основано на реальной жизни Фрэн Дрешер, которая узнала что её муж Питер Марк Джейкобсон является геем. Они поженились в 1978 году, а развелись в 1999, после завершения сериала Фрэн «Няня». После развода они остались друзьями.
В 2010 году было объявлено что Дрешер разрабатывает новое шоу для TV Land, однако она изначально не хотела в нём сниматься. В конечном итоге Фрэн решила сыграть главную роль и вернуться на телевидение.
21 марта 2011 года канал заказал съемки полного первого сезона из 10-ти эпизодов. Премьера шоу состоялась в среду, 15 июня 2011 года, в 10:30, после хитового сериала канала «Красотки в Кливленде».

## Рейтинги
Премьерный эпизод привлек два с половиной млн. зрителей, сохранив 100 % от сериала «Красотки в Кливленде». Последующий эпизод потерял почти млн., однако на третьей неделе шоу показало значительный рост после падения.